# Atakpamé
Atakpamé je grad u Togou, glavni grad regije Plateaux. Industrijski centar, Atakpamé leži na glavnoj togoanskoj prometnici, koja povezuje prijestolnicu Lomé s Burkinom Faso. Od Loméa je udaljen 160 km, a od ganske i beninske granice po 60-ak km.
U povijesti je bio jedan od centara njemačkog Togolanda.
Prema popisu iz 2005. godine, Atakpamé je imao 72.700 stanovnika, čime je bio četvrti grad po brojnosti u državi.

## Vanjske poveznice

### Ostali projekti
|  | Zajednički poslužitelj ima još gradiva o temi Atakpamé |